# Betoncourt-lès-Brotte
Betoncourt-lès-Brotte è un comune francese di 90 abitanti situato nel dipartimento dell'Alta Saona nella regione della Borgogna-Franca Contea.

## Società

### Evoluzione demografica
Abitanti censiti